# 불사조 (1966년 영화)
"불사조"는 한국에서 제작된 전범성 감독의 1966년 영화이다. 강신성일 등이 주연으로 출연하였고 홍의선 등이 제작에 참여하였다.

## 출연

### 주연
- 강신성일
- 고은아
- 황정순
- 최남현

## 기타
- 조명: 박창호
- 미술: 박석인